# Kazimierz Adach
Kazimierz Piotr Adach est un boxeur polonais né à Ustka le 9 mai 1957.

## Carrière
Sa carrière amateur est principalement marquée par une médaille de bronze aux Jeux olympiques de Moscou en 1980 dans la catégorie poids légers.

### Jeux olympiques
- Médaille de bronze en légers aux Jeux de 1980 à Moscou

## Référence
1. ↑  (en) Résultats des Jeux olympiques 1980 (amateur-boxing.strefa.pl)